# Mylo
Myles "Mylo" MacInnes (uitspraak: [ˈmaɪlz məˈkɪnɪs], [ˈmaɪləʊ]; Skye, 10 mei 1978) is een Schotse artiest en muziekproducent. Hij werd in 2004 bekend met platen als Muscle Cars, In My Arms en Drop The Pressure. Ook oogste hij veel lof met het album Destroy Rock & Roll. Door problemen met zijn gehoor  was zijn roem echter maar van korte duur. 

## Biografie
Myles MacInnes werd geboren in het gehucht The Isle of Skye in Schotland. Hij heeft gewoond in Londen en Parijs en studeerde aan universiteiten van Oxford en Los Angeles. In 2001 keerde hij terug naar Schotland (Glasgow). Hij begon met het produceren van muziek en stuurde begin 2002 een demo met daarop een nummer genaamd Destroy Rock & Roll aan Kevin McCay, die dan eigenaar is van het Glasgow Underground-label. Die hoort wel wat in Myles. Samen met Duncan Reid richten ze dan het label Breastfed op. Daar verschijnen in 2003 de ep's Wolves Of Miami en de Paris Four Hundred EP. Op die laatste ep staat de populaire track Drop The Pressure. Mylo wil een heel album maken. Het label heeft echter niet het geld voor een promotiecampagne. Daarom proberen ze eerst een hitte maken. Dat doen ze met Linus Loves, het project waar Kevin McCay samenwerkt met labelgenoot Duncan Reid. Linus Loves en Mylo produceren samen de hit The Terrace, gebaseerd op een sample van Stevie Nicks. Een vocale versie, ingezongen door Sam Obernik, wordt eind 2003 een hit. Daarmee is het budget binnen en kan het album van Mylo er komen.
In de zomer 2004 komt het album Destroy Rock & Roll uit. Het is mede geproduceerd door Kevin McCay. De single Drop The Pressure wordt een hit in meerdere landen. Mylo treedt ook op meerdere festivals op. Het album wordt zeer goed ontvangen en wordt een half miljoen keer verkocht. In 2005 wordt ook In My Arms een bescheiden hit. Drop The Pressure krijgt in de zomer van 2005 een tweede leven. Er wordt eem Mashup van gemaakt met de oude hit Dr. Beat van Miami Sound Machine. Dit wordt opnieuw een grote hit. Ook wordt er een nieuwe versie gemaakt van de track Muscle Cars die in 2003 op de ep Wolves Of Miami stond. Die wordt samen met Freeform Five gemaakt. 
In de loop van 2006 slaat echter het noodlot toe. In Zuid-Afrika loopt Myles een ziekte op waardoor hij flinke problemen met zijn gehoor krijgt. Het betekent het voorlopige einde van zijn loopbaan als professionele muzikant. Hoewel hij nog wel enkele malen aangeeft dat er een opvolger van Destroy Rock & Roll komt, is die tot op heden nog niet verschenen.

## Discografie

### Albums
| Album met eventuele hitnotering(en) in de Nederlandse Album Top 100 | Datum van verschijnen | Datum van binnenkomst | Hoogste positie | Aantal weken | Opmerkingen |
| ------------------------------------------------------------------- | --------------------- | --------------------- | --------------- | ------------ | ----------- |
| Destroy rock & roll                                                 |                       | 28-8-2004             |                 |              |             |

### Singles
| Single met eventuele hitnotering(en) in de Nederlandse Top 40 | Datum van verschijnen | Datum van binnenkomst | Hoogste positie | Aantal weken | Opmerkingen                                       |
| ------------------------------------------------------------- | --------------------- | --------------------- | --------------- | ------------ | ------------------------------------------------- |
| Drop the pressure                                             | 2004                  | 10-7-2004             | 22              | 8            | Dancesmash op Radio 538                           |
| In my arms                                                    | 16-5-2005             | 30-4-2005             | tip10           |              |                                                   |
| Doctor pressure                                               | 2005                  | 24-9-2005             | 17              | 8            | met Miami Sound Machine / Dancesmash op Radio 538 |
| Muscle Cars                                                   | 9-1-2006              |                       |                 |              |                                                   |

- Bibliothèque nationale de France: cb14619701d (data)
- Gemeinsame Normdatei: 135401518
- International Standard Name Identifier: 0000 0000 5521 1279
- Library of Congress Control Number: no2007132346
- MusicBrainz: d8777deb-67a6-4670-83a7-335667c31f49
- Virtual International Authority File: 44555074